# Соколофф, Марла
Ма́рла Линн Соколо́фф (англ. Marla Lynne Sokoloff; род. 19 декабря 1980, Сан-Франциско, Калифорния, США) — американская актриса, певица и гитаристка. Солистка музыкальной группы «Smittin» до 2003 года.

## Биография
Марла Линн Соколофф родилась 19 декабря 1980 года в Сан-Франциско (штат Калифорния) в семье ортопеда Говарда Соколоффа и поставщицы провизии Синди Соколофф (девичья фамилия — Суссман). У Марлы есть брат — Джаред Соколофф, повар. Её семья — евреи, происходящие из России и Германии.
Марла окончила Лос-Анджелесскую школу искусства.

## Карьера
Марла начала сниматься в кино в 1993 году. В этом году она снялась в двух проектах — в фильме «Я женился на убийце с топором» и телесериале «Парень познаёт мир».
На протяжении 1998—2004 годов Марла снималась в телесериале «Практика», где сыграла роль Люси Хэтчер в 113-ти эпизодах. За эту роль она была трижды номинирована на Премию Гильдии киноактёров США (1999, 2000, 2001).
Ныне на счету актрисы более чем 40 ролей в фильмах и телесериалах.
Также Марла является певицей и ритм-гитаристкой. Она была участницей музыкальной группы «Smittin» до 2003 года. Её первый сольный CD-диск под названием «Grateful» вышел 17 февраля 2006 года.

## Личная жизнь
С 7 ноября 2009 года Марла замужем за ударником Алеком Пуро, с которым она встречалась 5 лет до их свадьбы. У супругов есть три дочери — Эллиотт Энн Пуро (род.08.02.2012), Олив Мэй Пуро (род.13.03.2015) и Харпер Биа Пуро (род. 6 февраля 2022).

## Избранная фильмография
| Год       |    | Русское название                    | Оригинальное название                                        | Роль                        |
| --------- | -- | ----------------------------------- | ------------------------------------------------------------ | --------------------------- |
| 1993      | ф  | Я женился на убийце с топором       | So I Married an Axe Murderer                                 | посетительница в Алькатрасе |
| 1993      | с  | Парень познаёт мир                  | Boy Meets World                                              | Пейдж                       |
| 1993—1995 | с  | Полный дом                          | Full House                                                   | Джиа Махан                  |
| 1994      | с  | Шаг за шагом                        | Step by Step                                                 | Марисса                     |
| 1995      | ф  | Клуб нянек                          | The Baby-Sitters Club                                        | Коки Мейсон                 |
| 1995      | тф | Чумовая пятница                     | Freaky Friday                                                | Рейчел Френч                |
| 1995      | с  | Большой ремонт                      | Home Improvement                                             | Пейдж                       |
| 1995—1996 | с  | Нас пятеро                          | Party of Five                                                | Джоди Линч                  |
| 1996      | ф  | Настоящее преступление              | True Crime                                                   | Вики Джиордано              |
| 1996      | с  | Третья планета от Солнца            | 3rd Rock from the Sun                                        | Дина                        |
| 1998      | с  | Седьмое небо                        | 7th Heaven                                                   | Джен                        |
| 1998—2004 | с  | Практика                            | The Practice                                                 | Люси Хэтчер                 |
| 1999      | ф  | Восхождение                         | The Climb                                                    | Лесли Хаймс                 |
| 2000      | ф  | Любой ценой                         | Whatever It Takes                                            | Мэгги Картер                |
| 2000      | ф  | Где моя тачка, чувак?               | Dude, Where's My Car?                                        | Вильма                      |
| 2001      | ф  | Сахар и перец                       | Sugar & Spice                                                | Лиза Януш                   |
| 2001      | с  | Друзья                              | Friends                                                      | Дина Триббиани              |
| 2003      | тф | Свидание с тьмой                    | A Date with Darkness: The Trial and Capture of Andrew Luster | Конни                       |
| 2004      | ф  | Любовь на стороне                   | Love on the Side                                             | Ив Стакли                   |
| 2004      | ф  | Городская тюрьма                    | The Tollbooth                                                | Сарабет Коэн                |
| 2004—2005 | с  | Отчаянные домохозяйки               | Desperate Housewives                                         | Клэр                        |
| 2005      | тф | Роман по переписке                  | Christmas in Boston                                          | Джина                       |
| 2006—2007 | с  | Особенный день                      | Big Day                                                      | Элис                        |
| 2009      | ф  | Сыграем в игру                      | Play the Game                                                | Джули Лараби                |
| 2009      | мф | Бионикл: Легенда возрождается       | Bionicle: The Legend Reborn                                  | Киина                       |
| 2009      | с  | Чёрная метка                        | Burn Notice                                                  | Мелани                      |
| 2009      | с  | До смерти красива                   | Drop Dead Diva                                               | Миа Рейнольдс               |
| 2011      | с  | C.S.I.: Место преступления Нью-Йорк | CSI: NY                                                      | Эбигейл Уэст                |
| 2013      | с  | Мелисса и Джоуи                     | Melissa & Joey                                               | доктор Челси Маллинс        |
| 2014      | с  | Игры разума                         | Mind Games                                                   | Джейн                       |
| 2014      | с  | Фостеры                             | The Fosters                                                  | Дэни Киркланд               |
| 2015      | с  | Анатомия страсти                    | Grey’s Anatomy                                               | Гленда Кастильо             |
| 2015      | с  | Красотки в Кливленде                | Hot in Cleveland                                             | Хлоя                        |
| 2016—2020 | с  | Более полный дом                    | Fuller House                                                 | Джиа Махан-Хармон           |